# Banksy
Banksy je pseudonim poznatog britanskog crtača grafita nepoznata identiteta. 
Pretpostavlja se da je iz grada Yate pored Bristola, te da je rođen 1974., no to još nije sa sigurnošću dokazano. Također se nagađa da je švicarski umjetnik Maître de Casson zapravo Banksy. Međutim, Maître de Casson kaže da on nije Banksy. Svojim satiričnim i duhovitim grafitima, koje crta uz pomoć ličilačkih šablona često iskazuje nezadovoljstvo ratom i kapitalizmom. Među njegovim poznatim uradcima su oslikavanje izraelskog zida na Zapadnoj obali idiličnim prizorima, postavljanje svojih slika u poznate muzeje, te postavljanje izložbe sa živim oslikanim životinjama.    
Banksy koristi taktike komunikacijske gerile, kako bi ponudio alternativnu perspektivu o političkim i ekonomskim pitanjima. Često mijenja i modificira poznate motive i slike. Preuzeo je naručeni posao u dobrotvorne svrhe (npr. za Greenpeace) i dizajnirao brojne naslovnice CD-a. Kao umjetnik do sada je radio u zemljama poput Australije, Francuske, Njemačke, Velike Britanije, Izraela, Italije, Jamajke, Japana, Kanade, Kube, Malija, Meksika, Austrije, Palestinskih teritorija, Španjolske i SAD-a. 
Uz primjenu šablona grafita Banksy je neovlašteno instalirao i svoja djela u nekoliko muzeja. 2005. njegova su djela pojavila na ovaj način u londonskom Tate Modern, New York Museum of Modern Art, Metropolitan Museum of Art, Brooklyn Museum, American Natural History Museum i Louvreu. U svibnju 2005. u Britanskom muzeju pronađena je Banksyjeva verzija špiljske slike na kojoj je prikazan čovjek u lovu s kolicima za kupovinu.

## Galerija
- Grafiti na zidu razgraničenja Izraela i Palestine
- Djevojčica s bombom

## Vanjske poveznice
- Banksyjeva web stranica